# Léon-Étienne Duval
Léon-Étienne kardinál Duval (9. listopadu 1903, Chênex, Horní Savojsko, Francie – 30. května 1996, Alžír, Alžírsko) byl francouzský kardinál a arcibiskup v Alžíru.

## Životopis
Léon-Étienne Duval studoval v Annecy a Římě katologickou{fakt?} teologii a filozofii. Na kněze byl vysvěcen 18. prosince 1926 a stal se knězem v Annecy a vyučujícím v místním semináři. V letech 1942 až 1946 byl generálním vikářem v Alžíru.
V roce 1946 ho Pius XII. jmenoval biskupem z Constantiny, 1954 arcibiskupem Alžíru. Léon-Etienne Duval se v období 1962 až 1965 účastnil druhého vatikánského koncilu. V letech 1963 až 1988 vedl Severoafrickou biskupskou konferenci (CERNA).
Roku 1965 ho Pavel VI. jmenoval kardinálem a byl mu přidělen titulární kostel Santa Balbina. O rok později mu bylo uděleno alžírské občanství. V roce 1988 se vzdal vedení arcibiskupství. Zemřel v Alžíru a je pochován v místní katedrále.
Rouenský arcibiskup, Joseph Duval, byl jeho synovec.